# Fausto Taranto
Fausto Taranto es una banda de metal con tintes flamencos de Granada, España. Fue formada originalmente en 2014 por Paco Luque y Quini Valdivia (Hora Zulú), Ihmaele de la Torre (Edad de Bronce) y Miguel Martínez Gamero (Kronnen). 

## Discografía

### 2015 El círculo primitivo
Cuatro de los temas fueron producidos por Jeff Mallow y los restantes por Manuel Ángel Mart (Estirpe). El disco se grabó entre los estudios Sonobalance y Kbyo.

#### Músicos
- Ismael de la Torre - Voz.
- Sara Romero, La Samarona - Coros.
- Ana Sola - Coros.
- Eva Díaz - Coros.
- Paco Luque - Guitarra eléctrica.
- Quini Valdivia - Guitarra eléctrica.
- Rubén Campos - Guitarra flamenca.
- Miguel Martínez - Bajo.
- Nano Díaz - Batería.

#### Canciones
1. Intro los llantos
2. Los llantos de mi almohada.
3. Se apodera.
4. A capa y espada.
5. Loco por saber.
6. Oídos de carnicero.
7. Ni las sobras.
8. Parece mentira.
9. Como tu cara.
10. Por amarrarte.
11. Otra letra más (junto a Manuel Martínez de Medina Azahara).
12. Recuerdos de una noche.

### 2017 El reflejo del espanto
Producidos por Jeff Mallow en los estudios Sonobalance.

#### Músicos
- Ismael de la Torre - Voz.
- Eva Díaz Extremera - Coros.
- Alicia Morales - Cantaora.
- Luque - Guitarra eléctrica.
- Quini Valdivia - Guitarra eléctrica.
- José Cortés ‘El Pirata’ - Guitarra.
- Miguel Martínez - Bajo.
- Adrián Barros - Batería.
- Fuensanta La Moneta - Zapateado e imagen de la portada.
- Miguel Cheyenne - Percusiones.
- Yorrick Troman - Violín.

#### Canciones
1. Malos días.
2. La verea.
3. De espera y de boca.
4. Introducción al naufragio.
5. El naufragio.
6. Versos sellados.
7. Y no duela.
8. La guadaña.
9. El lobo feroz.
10. Por rezarle a los dioses.

### 2020 La reina de las fatigas
Grabado en La madre estudios, Granada, por David Sutil.

#### Músicos
- Ihmaele De La Torre - Voz.
- Quini Valdivia- Guitarra eléctrica.
- Lolo De La Encarna - Guitarra flamenca.
- Miguel Martínez - Bajo.
- Adrián Barros - Batería.

#### Canciones
1. La criba.
2. La presa.
3. Rumores y juramentos.
4. Alboroto.
5. La ratonera.
6. Granaína.
7. Abanicos y soplaores.
8. Bocabajo.
9. En las esquelas.
10. De la nada.
11. Taranta.
12. Cantes populares.

## Videografía
| Canción                    | Año  | Disco                   | Datos |
| -------------------------- | ---- | ----------------------- | --- |
| Los llantos de mi almohada | 2015 | El círculo primitivo    | Realizado por Doctor13 Comunicación y Fausto Taranto. Actriz: Nazaret Muñiz Alguacil. Atrezzo : Rosa Olmedo. |
| A capa y espada            | 2014 | El círculo primitivo    | |
| Otra letra más             | 2015 | El círculo primitivo    | Colaboración de Manuel Martínez de Medina Azahara. Grabado en "SonoBalance Records". Grabado y producido por "Cultura Granada" y Fausto Taranto. Cámaras, Dirección, Edición y Posproducción por: Alberto Chamorro Capilla, Juan Carlos Mariano Gómez y Guillermo López Ros.                                                                         |
| Abanicos y soplaores       | 2019 | La reina de las fatigas | |
| Rumores y juramentos       | 2020 | La reina de las fatigas | |
| La ratonera                | 2022 | La reina de las fatigas | FABULAMA films |
| Bocabajo                   | 2022 | La reina de las fatigas | |
| Los Cobardes               | 2024 |                         | Video por Julieta Guerra. @julietaenguerra Auxiliar de grabación Beniamino Troncone. @bendevoo New Reality Studios. Producido por Harry Up! @ProduceAudio Grabado en La Casa Estudio los días 11 y el 12 de marzo de 2023. Editado, Mezclado y Masterizado en Up! Studio                                                                             |
| La flor maldita            | 2024 |                         | Con la colaboración de Noni Meyers, cantante del grupo Lori Meyers. Video: @JulietaGuerra Ayudante de producción: Beniamino Troncone Caligrafía: Julieta Guerra Producido por: New Reality Studios Producido por Harry Up! @ProduceAudio Grabado en La Casa Estudio los días 11 y 12 de marzo de 2023. Editado, Mezclado y Masterizado en Up! Studio |

## Miembros

### Actuales
- Ihmaele de la Torre - Voz.
- Quini Valdivia - Guitarra eléctrica.
- Mario Gutiérrez - Guitarra eléctrica.
- Lolo de la Encarna - Guitarra flamenca.
- Miguel Martínez - Bajo.
- Jesús Martínez - Batería.

### Otros miembros
- Paco Luque - Guitarra eléctrica.
- Rubén Campos - Guitarra flamenca.
- Nano Díaz - Batería.
- Adrián Barros - Batería.